# Mosvik
Mosvik é uma comuna da Noruega, com 218 km² de área e 887 habitantes (censo de 2004).         